# Helsingfors stadsteater

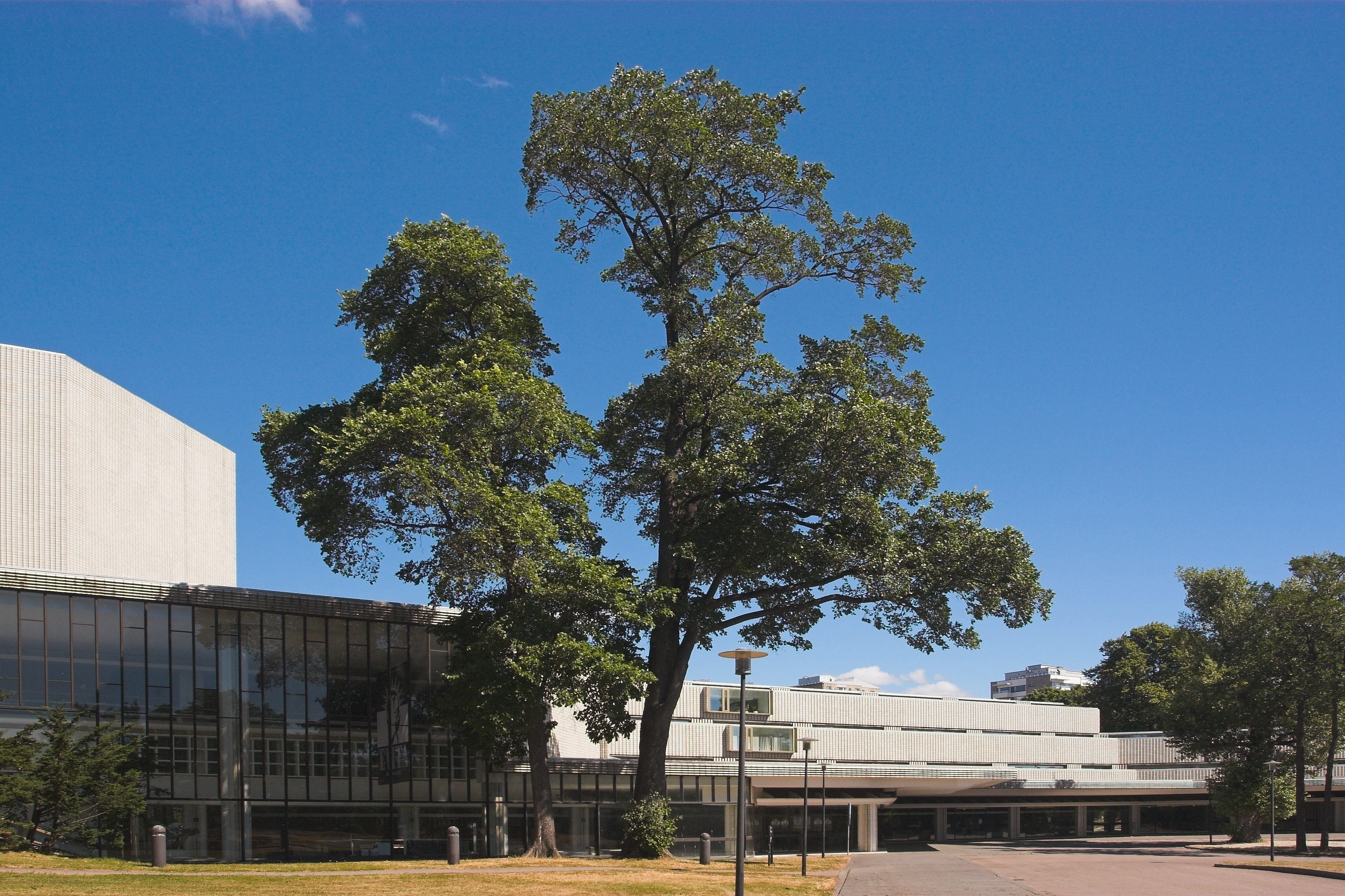
Helsingfors stadsteater

Helsingfors stadsteater (Helsingin Kaupunginteatteri) är en teater i Helsingfors. Teatern grundades år 1965 som efterträdare till Helsingfors Folksteater-Arbetarteater. Helsingfors Folksteater-Arbetarteater föddes år 1948 när Helsingfors Arbetarteater (grundad 1902) gick samman med Helsingfors Folksteater (grundad 1933). 
Stadsteatern har sedan 1967 legat i stadsdelen Berghäll. Teaterbyggnaden, som blev byggd mellan åren 1965 och 1967 efter att ha genomgått en arkitekttävling som stadsteatern anordnade, är ritad av arkitekt Timo Penttilä och fick en sidobyggnad år 1989. 
Stadsteatern spelar regelbundet på två språk, finska och svenska. Dess svenskspråkiga scen heter Lilla Teatern. Under verksamhetsåret 2007 såldes sammanlagt 344 049 inträdesbiljetter till 1024 föreställningar. Lilla Teaterns föreställningar sålde 37 000 biljetter.